# St. Peter und Paul (Auw bei Prüm)

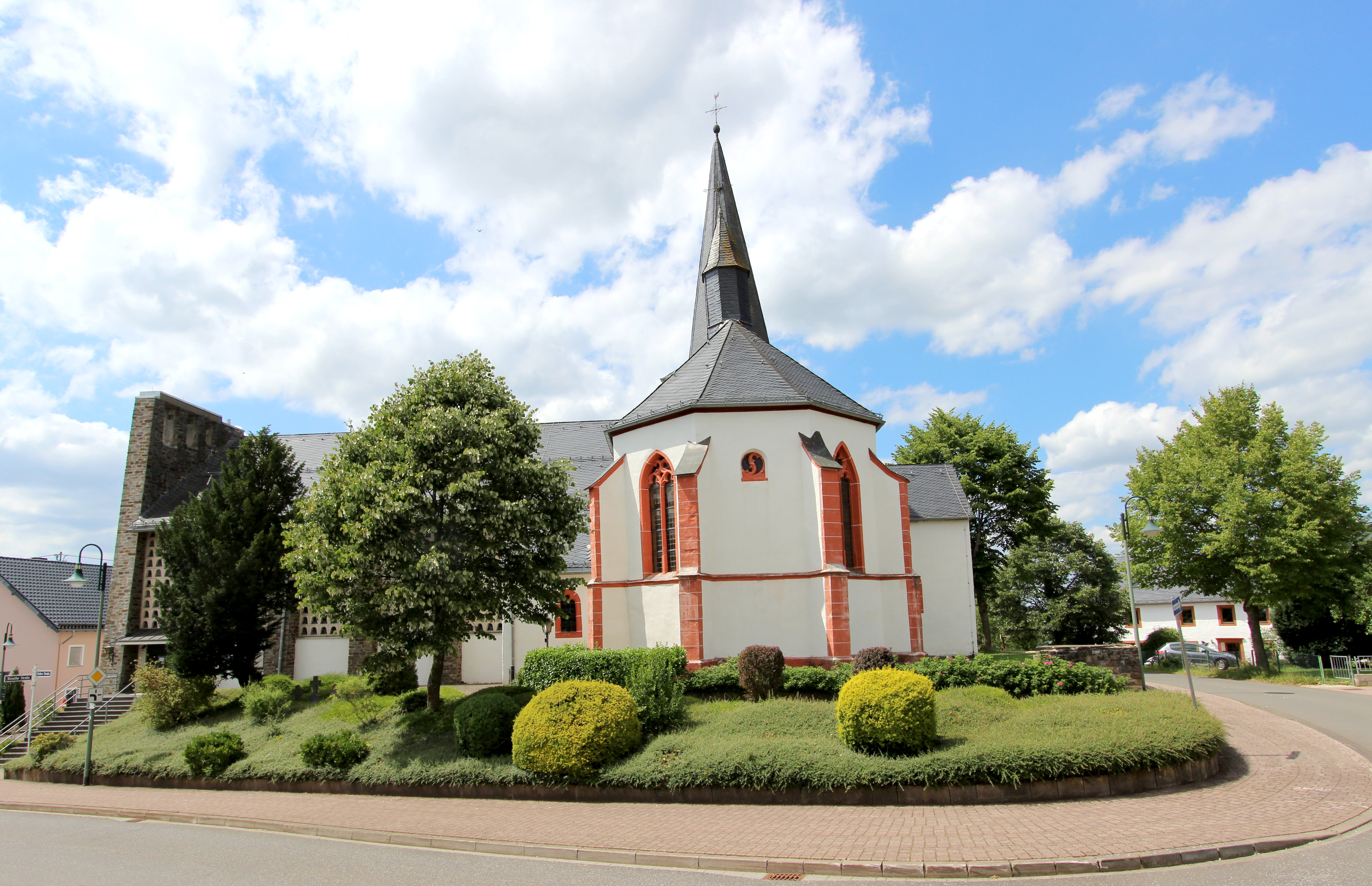
Kirche St. Peter und Paul in Auw bei Prüm

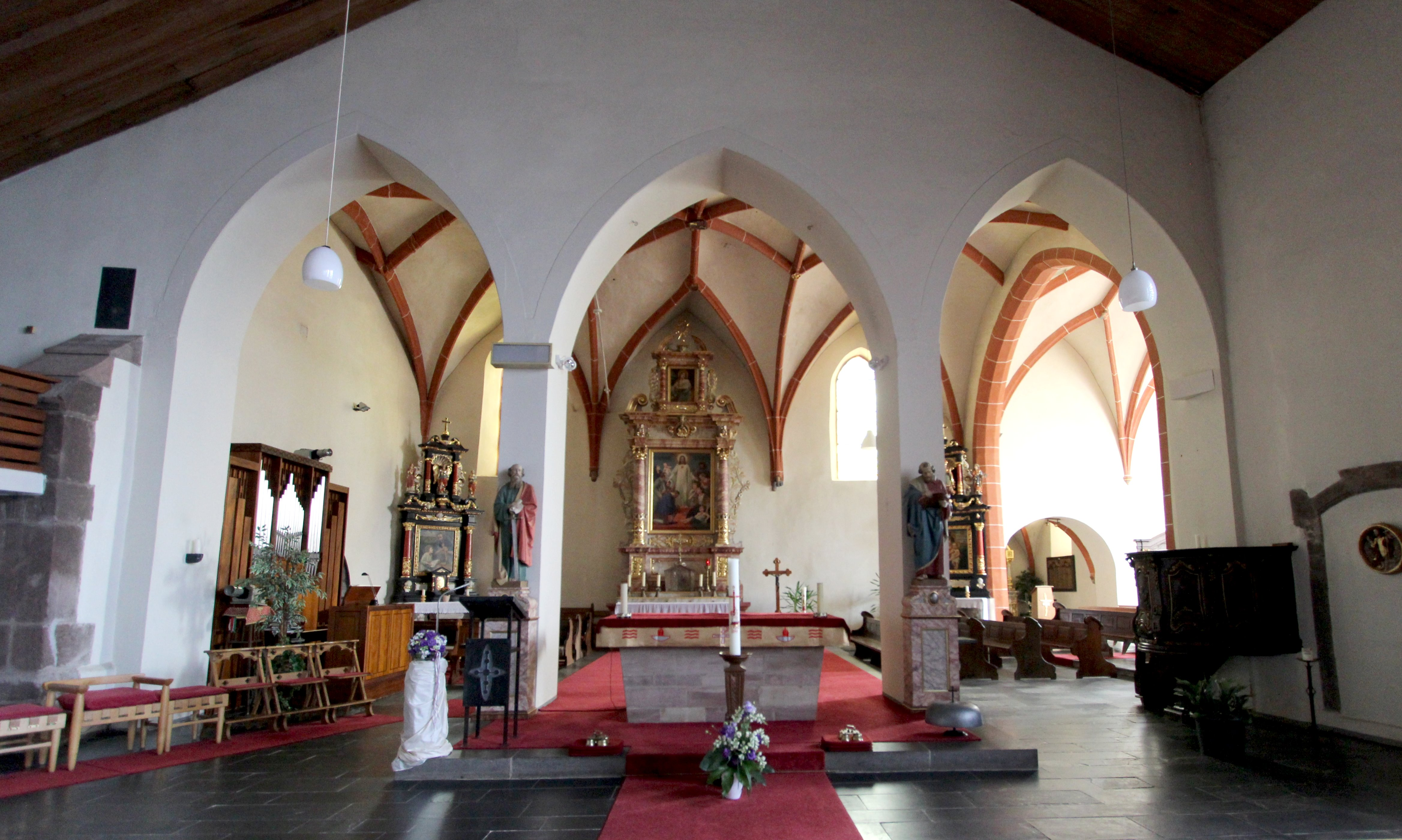
Innenansicht

Die katholische Pfarrkirche St. Peter und Paul in Auw bei Prüm, einer Ortsgemeinde im Eifelkreis Bitburg-Prüm in Rheinland-Pfalz, wurde in der ersten Hälfte des 16. Jahrhunderts errichtet. Die Kirche an der Rother Straße 1 ist ein geschütztes Kulturdenkmal. 
Der Kirchturm soll bereits zu Beginn des 11. Jahrhunderts entstanden sein. In den Jahren 1957/58 wurde ein Neubau an die alte Kirche angebaut. Viele Dorfbewohner stifteten ein Stück Vieh für den Bau der Kirche. Zur Erinnerung daran wurde eine Kuh aus Bronze als Griff an die Eingangstüren angebracht.
Sehenswert sind der Hochaltar von 1648 und die beiden kürzlich restaurierten Seitenaltäre von 1658, auf denen auch Gemälde der Orte Auw (im Marienaltar) und Schlausenbach (im Josefsaltar) zu sehen sind.
Die hölzerne Kanzel aus dem 18. Jahrhundert ist mit Reliefs der Evangelisten geschmückt.  
Im Rahmen einer Renovierung erhielt die Kirche im Dezember 2023 eine neue Orgel.

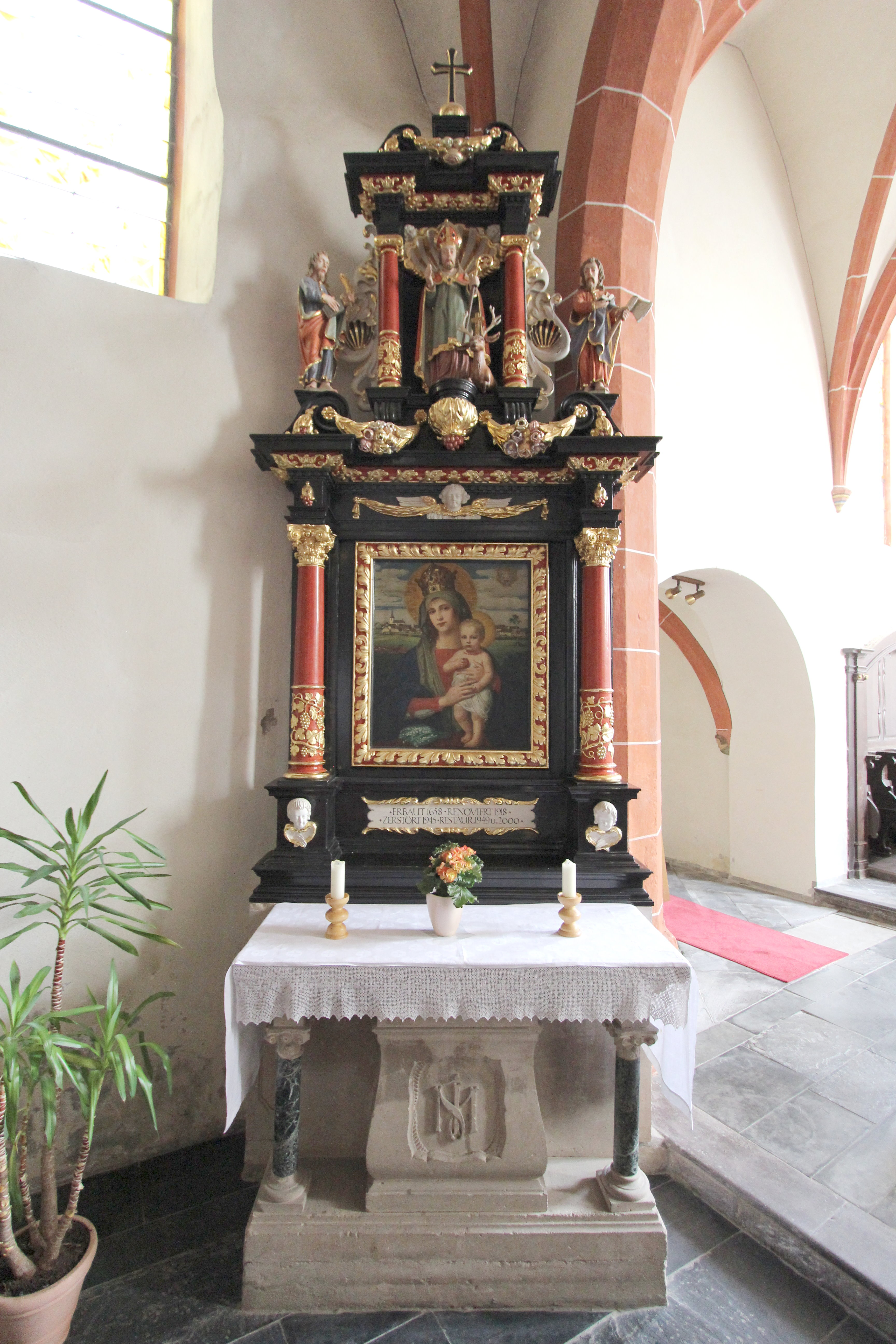
Marienaltar
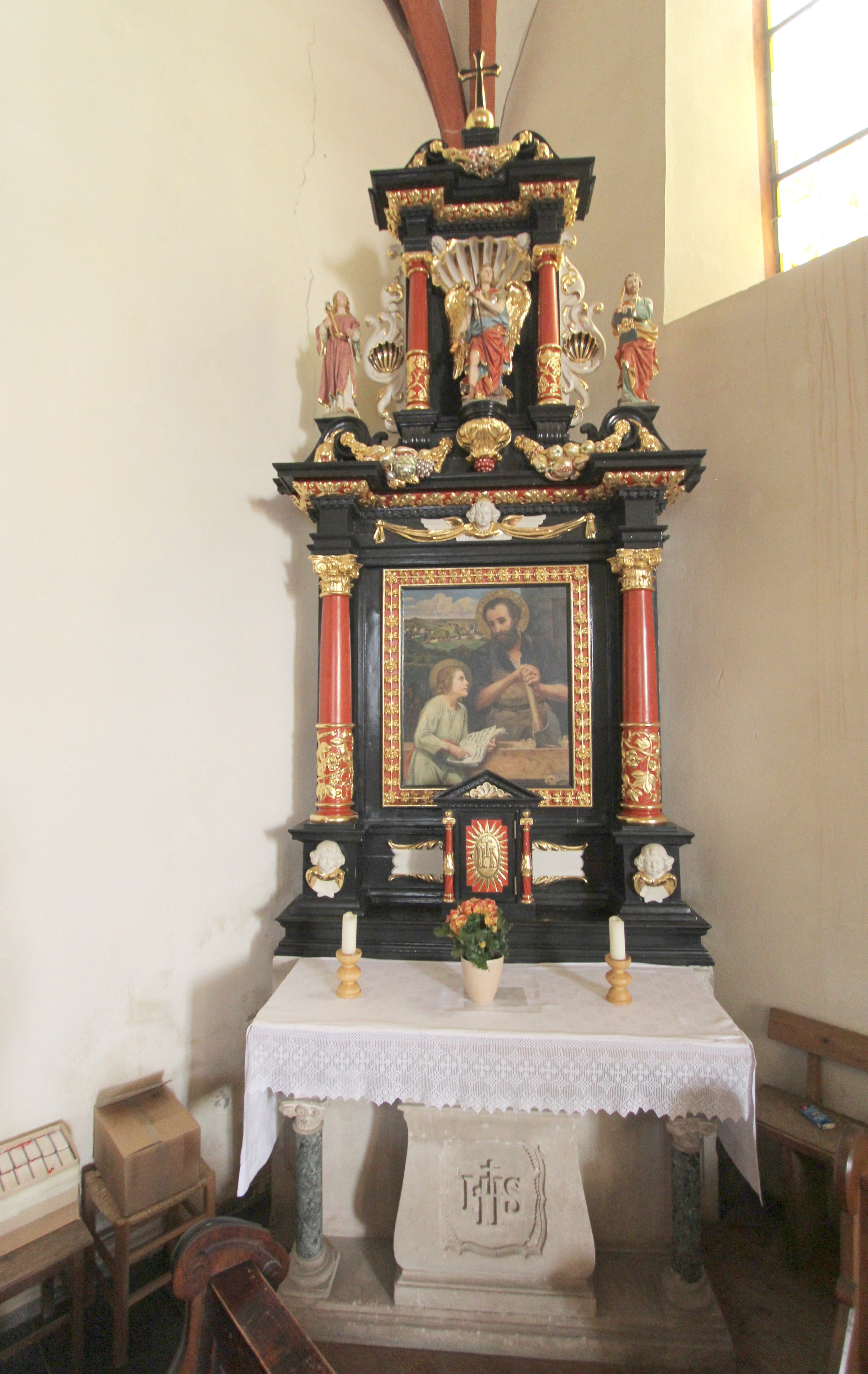
Josefsaltar
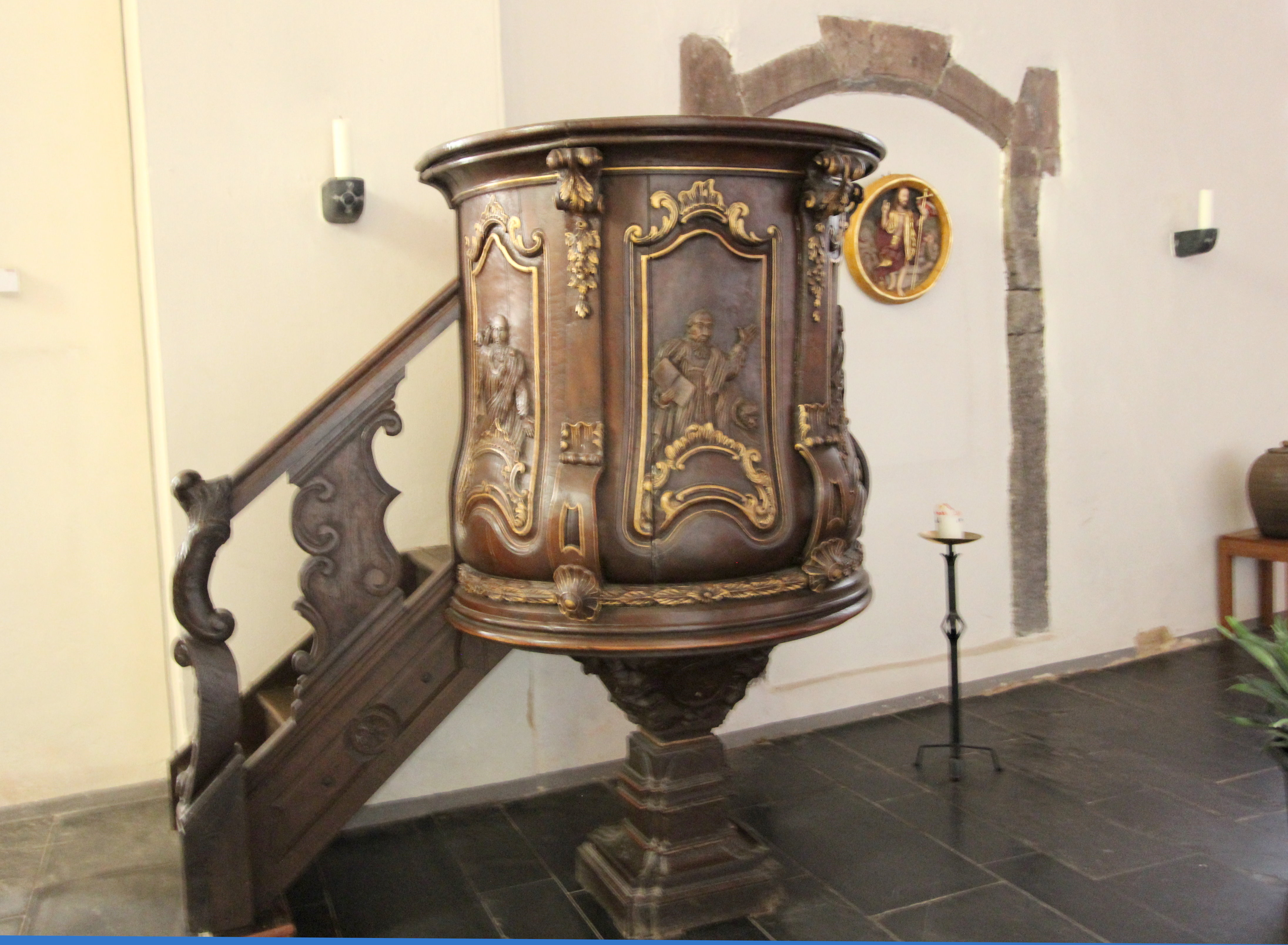
Kanzel
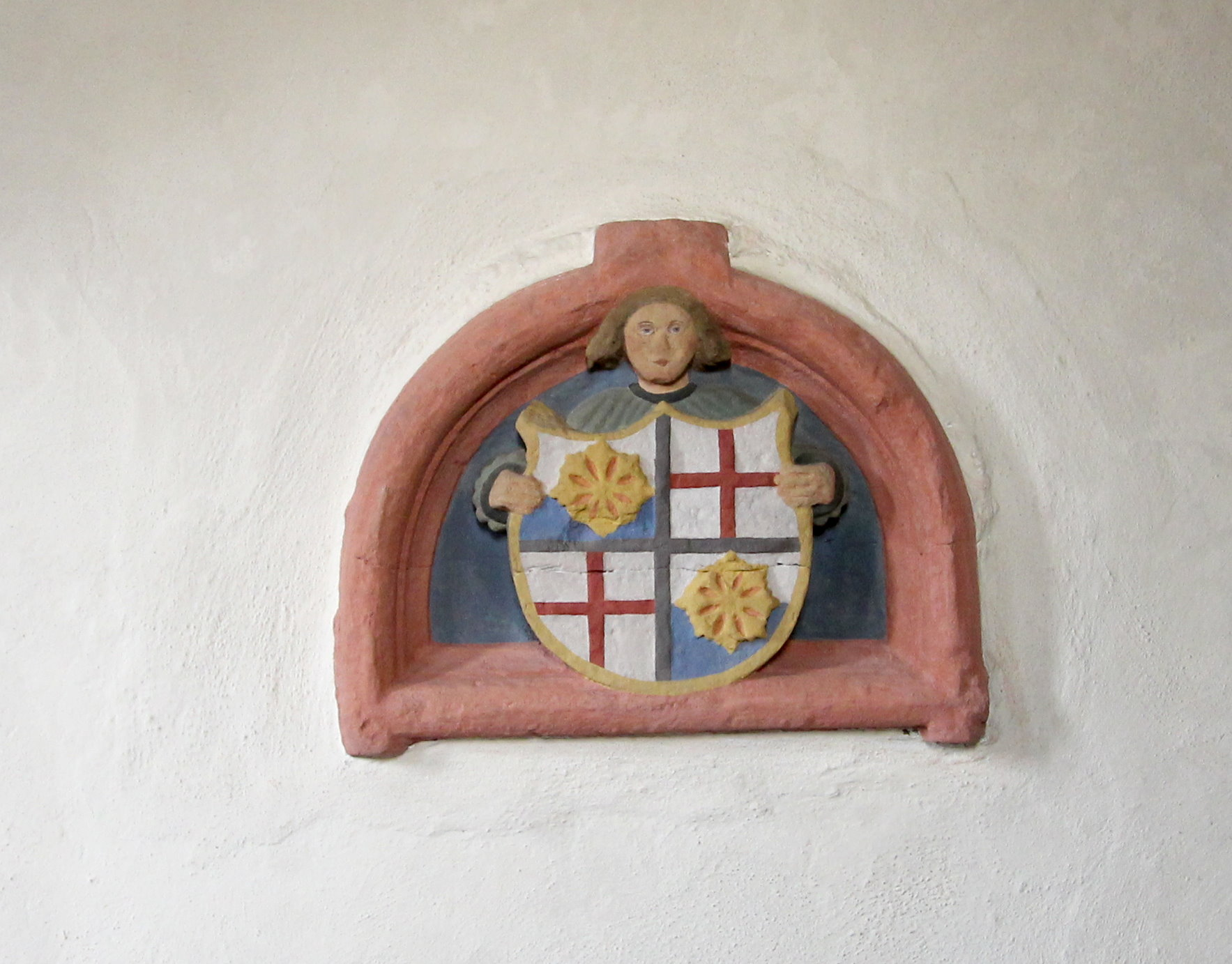
Wappen des Trierer Erzbischofs Richard von Greiffenklau

Die Pfarrei Auw gehört in der Pfarreiengemeinschaft Bleialf zum Dekanat St. Willibrord Westeifel.